# Dacus maprikensis
Dacus maprikensis är en tvåvingeart som beskrevs av Drew 1989. Dacus maprikensis ingår i släktet Dacus och familjen borrflugor. Inga underarter finns listade i Catalogue of Life.